# Vissza a gyökerekhez
A Vissza a gyökerekhez (eredeti cím: La ch'tite famille) 2018-ban bemutatott francia filmvígjáték, melynek rendezője, forgatókönyvírója és főszereplője Dany Boon. További fontosabb szerepekben Line Renaud, Laurence Arne, Valerie Bonneton és Guy Lecluyse látható.
Franciaországban 2018. február 28-án, Magyarországon 2018. április 14-én mutatták be a mozikban.

## Szereplők
| Szereplő               | Színész              | Magyar hang          |
| ---------------------- | -------------------- | -------------------- |
| Valentin D.            | Dany Boon            | Kerekes József       |
| Valentin anyja         | Line Renaud          | Pásztor Erzsi        |
| Constance Brandt       | Laurence Arné        | Haumann Petra        |
| Louloute               | Valérie Bonneton     | Madarász Éva         |
| Gustave                | Guy Lecluyse         | Szabó Sipos Barnabás |
| Constance apja         | François Berléand    | Szersén Gyula        |
| Jacques, Valentin apja | Pierre Richard       | Szacsvay László      |
| Kultuszminiszter       | Claudia Tagbo        | Makay Andrea         |
| Madame de Cléry        | Antonia de Rendinger | Andresz Kati         |
| Rosenberg professzor   | Aladin Reibel        | Törköly Levente      |
| Legard professzor      | Vincent Primault     | Tarján Péter         |
| Olga                   | Ludmila Mikhailova   | Csere Ágnes          |
| Bárónő                 | Silvie Laguna        | Farkasinszky Edit    |
| Tony                   | Jeanfi Janssens      | Seszták Szabolcs     |
| Ügyvéd                 | Ludovic Pinette      | Csuha Lajos          |
| önmaga                 | Kad Merad            | Csuha Lajos          |
| Logopédus              | Stéphane Pezerat     | Láng Balázs          |